# Coupe d'Irlande du Nord de football 2017-2018
Navigation
Édition précédente Édition suivante
La coupe d'Irlande du Nord de football 2017-2018 est la 138e édition de cette compétition. Elle commence le 19 août 2017 pour se terminer en mai 2018 par la finale disputée à Windsor Park. La compétition est sponsorisée par Tennent's Lager.
Le Linfield Football Club est le tenant du titre depuis sa victoire en finale en 2017 contre le Coleraine Football Club. Le vainqueur de la compétition est qualifié pour la Ligue Europa 2018-2019.
Le Coleraine Football Club remporte la Coupe en battant en finale le Cliftonville Football Club sur le score de trois buts à un. C'est la sixième victoire du club dans cette compétition.

## Premier tour
Le tirage au sort du premier tour a lieu le mercredi 2 août 2017. Les matchs sont programmés pour le samedi 18 août 2017. Lors de ce tirage au sort certains équipes sont tirées au sort pour être directement qualifiées pour le deuxième tour. Ce sont : Newcastle, Iveagh United, Brantwood, Mossley, Cookstown Youth, UUJ, Albert Foundry, Desertmartin, Ards Rangers, Wellington Rec, Ballywalter Rec. 
| Club recevant         | Score | Club visiteur        | Date    |
| --------------------- | ----- | -------------------- | ------- |
| Ballymacash Rangers   | 3-4   | Shankill United      | 19 août |
| Bryansburn Rangers    | 3-1   | St. Mary's           | 19 août |
| Rathfern Rangers      | 4-5   | Lisburn Rangers      | 19 août |
| Crumlin Star          | 9-1   | Shorts               | 19 août |
| 18th Newtownabbey     | 3-2   | Comber Recreative    | 19 août |
| Bloomfield            | 1-3   | Craigavon City       | 19 août |
| Laurelvale            | 6-1   | Broomhedge           | 19 août |
| Windmill Stars        | 2-1   | St. James' Swifts    | 19 août |
| Ardstraw              | 10-2  | Richhill AFC         | 19 août |
| Magherafelt Sky Blues | .     | Colin Valley         | 19 août |
| Ballynahinch United   | .     | Rosario YC           | 19 août |
| Seagoe                | 1-12  | Larne Tech OB        | 19 août |
| Crewe United          | 2-3   | Drumaness Mills      | 19 août |
| Killyleagh YC         | 5-1   | Newbuildings United  | 19 août |
| Glebe Rangers         | 2-0   | Bangor FC            | 19 août |
| 1st Bangor Old Boys   | 2-3   | Tullyvallen Rangers  | 19 août |
| Orangefield OB        | 3-0   | Dunmurry YM          | 19 août |
| Seapatrick            | 1-4   | Ballynure OB         | 19 août |
| Maiden City           | 3-1   | Dollingstown         | 19 août |
| Bangor Amateurs       | 0-3   | Newtowne             | 19 août |
| Malachians            | .     | Downshire YM         | 19 août |
| Moneyslane            | 1-4   | Sirocco Works        | 19 août |
| Royal British Legion  | 1-2   | Dromara Village      | 19 août |
| Markethill Swifts     | 2-1   | Grove United         | 19 août |
| Fivemiletown United   | 1-4   | Islandmagee          | 19 août |
| Dunmurry Recreative   | 4-0   | Dromore Amateurs     | 19 août |
| Saintfield United     | 2-4   | Tandragee Rovers     | 19 août |
| Hanover               | 8-2   | Chimney Corner       | 19 août |
| Lower Maze            | 1-2   | St Patrick's YM      | 19 août |
| Suffolk               | 2-3   | Dungiven             | 19 août |
| Coagh United          | 6-1   | Ballymoney United    | 19 août |
| Rosemount Recreative  | 3-1   | St Luke's            | 19 août |
| Lurgan Town           | 3-1   | Groomsport           | 19 août |
| Valley Rangers        | 5-0   | Oxford Sunnyside     | 19 août |
| Abbey Villa           | 0-3   | Immaculata FC        | 19 août |
| Portaferry Rovers     | 3-1   | Ballynahinch Olympic | 19 août |
| Derriaghy CC          | 3-1   | Bourneview Mill      | 19 août |
| Dunloy                | 3-1   | Banbridge Rangers    | 19 août |
| Crumlin United        | 3-2   | AFC Silverwood       | 19 août |
| Barn United           | 3-8   | Rathfriland Rangers  | 19 août |
| Oxford United Stars   | 4-3   | Trojans              | 19 août |

## Deuxième tour tour

### Deuxième tour A
Après avoir été exclu de la compétition, Strabane Athletic a fait appel de cette décision et a finalement été réintégré. Devant donc intégrer une équipe supplémentaire après le premier tour de la compétition, l'IFA procède à un tour intermédiaire pour rétablir le nombre normal de compétiteur. Après tirage au sort regroupant les vainqueurs du premier tour et Strabane Athletic, ce sont Ards Rangers et Iveagh United qui disputent ce match qualificatif pour le deuxième tour.
| Club recevant | Score | Club visiteur | Date         |
| ------------- | ----- | ------------- | ------------ |
| Ards Rangers  | 9-0   | Iveagh United | 23 septembre |

### Deuxième tour
| Club recevant | Score | Club visiteur | Date |
| ------------- | ----- | ------------- | ---- |
|               | .     |               |      |
| '             | .     |               |      |

## Troisième tour
| Club recevant          | Score     | Club visiteur         | Date       |
| ---------------------- | --------- | --------------------- | ---------- |
| Armagh City            | 1-0       | Crumlin Star          | 4 novembre |
| Ballywalter Recreative | 3-2       | Ards Rangers          | 4 novembre |
| Banbridge Town         | 1-2       | Queen's University    | 4 novembre |
| Craigavon City         | 1-4       | Albert Foundry        | 4 novembre |
| Crumlin United         | 2-0       | Valley Rangers        | 4 novembre |
| Hanover FC             | 2-3       | Shankill United       | 4 novembre |
| Immaculata FC          | 3-1 a. p. | Rosario Youth Club    | 4 novembre |
| Killyleagh Youth Club  | 3-1       | Tobermore United      | 4 novembre |
| Laurelvale             | 0-5       | Moyola Park           | 4 novembre |
| Newcastle              | 3-0       | Rathfriland Rangers   | 4 novembre |
| Newtowne               | 0-2       | Lisburn Distillery FC | 4 novembre |
| Portstewart            | 2-1       | Portaferry Rovers     | 4 novembre |
| Sport & Leisure Swifts | 0-2       | Dundela FC            | 4 novembre |
| St. Patrick's          | 2-5       | Annagh United         | 4 novembre |
| Tandragee Rovers       | 1-2 a. p. | Maiden City           | 4 novembre |
| UUJ                    | .         | Glebe Rangers         | 4 novembre |

## Quatrième tour
| Club recevant         | Score     | Club visiteur          | Date       |
| --------------------- | --------- | ---------------------- | ---------- |
| Crumlin United        | 2-4       | Immaculata FC          | 2 décembre |
| Dundela FC            | 5-0       | Newcastle FC           | 2 décembre |
| Glebe Rangers         | 2-1       | Annagh United          | 2 décembre |
| Lisburn Distillery FC | 3-1       | Albert Foundry         | 2 décembre |
| Moyola Park           | 2-0       | Ballywalter Recreative | 2 décembre |
| Portstewart FC        | 1-1 a. p. | Maiden City            | 2 décembre |
| Queen's University FC | 3-1       | Killyleagh Youth Club  | 2 décembre |
| Shankill United       | 4-0       | Crumlin Star           | 2 décembre |

## Cinquième tour
| Club recevant         | Score     | Club visiteur         | Date      |
| --------------------- | --------- | --------------------- | --------- |
| Knockbreda FC         | 0-2       | Institute FC          | 6 janvier |
| Queen's University FC | 0-1       | Dundela FC            | 6 janvier |
| Lurgan Celtic         | 1-2       | Glentoran FC          | 6 janvier |
| Larne FC              | 3-0       | Dergview FC           | 6 janvier |
| Carrick Rangers       | 1-3 a. p. | Glenavon FC           | 6 janvier |
| Coleraine FC          | 7-0       | Lisburn Distillery FC | 6 janvier |
| Crusaders FC          | 2-0       | Maiden City           | 6 janvier |
| Ballinamallard United | 4-2       | Immaculata FC         | 6 janvier |
| Cliftonville FC       | 4-3 a. p. | Warrenpoint Town      | 6 janvier |
| Loughgall FC          | 4-1       | PSNI                  | 6 janvier |
| Ballymena United      | 4-0       | Moyola Park           | 6 janvier |
| Newry City            | 2-0       | H&W Welders           | 6 janvier |
| Portadown FC          | 1-2 a. p. | Ballyclare Comrades   | 6 janvier |
| Ards FC               | 4-1       | Crumlin Star          | 6 janvier |
| Linfield FC           | 5-0       | Glebe Rangers         | 6 janvier |
| Dungannon Swifts      | 4-0       | Limavady United       | 6 janvier |

## Sixième tour
| Club recevant       | Score            | Club visiteur         | Date      |
| ------------------- | ---------------- | --------------------- | --------- |
| Linfield FC         | 1-0              | Newry City            | 3 février |
| Cliftonville FC     | 4-1              | Crusaders FC          | 3 février |
| Loughgall FC        | 2-1              | Ards FC               | 3 février |
| Ballyclare Comrades | 0-4              | Glentoran FC          | 3 février |
| Institute FC        | 0-4              | Coleraine FC          | 3 février |
| Ballymena United    | 2-2 4-3 t. a. b. | Ballinamallard United | 3 février |
| Larne FC            | 6-1              | Dundela FC            | 3 février |
| Glenavon FC         | 3-0              | Dungannon Swifts      | 3 février |

## Quarts de finale
Les quarts de finale commencent par une surprise : Loughgall FC, club de deuxième division nord-irlandaise élimine le Glenavon FC, alors troisième de la première division, en le battant sur son terrain. Le club se qualifie ainsi pour les demi-finales pour la première fois depuis 1997.
| Quart de finale 1 | Glenavon FC   | 1-2   | Loughgall FC                 | Mourneview Park |  |
| 3 mars 2018 15:00 | Singleton 88e | (0-1) | Montgomery 41e · Liggett 79e |                 |  |

| Quart de finale 2  | Ballymena United | 1-2   | Larne FC                                 | Ballymena Showgrounds |  |
| 13 mars 2018 19:45 | Tony Kane 36e    | (1-0) | Martin Donnelly 53e · Thomas Stewart 67e |                       |  |

| Quart de finale 3  | Coleraine FC       | 1-0   | Glentoran FC | The Showgrounds |  |
| 13 mars 2018 19:45 | Darren McCauley 7e | (1-0) |              |                 |  |

| Quart de finale 4  | Linfield FC | 0-1   | Cliftonville FC | Windsor Park |  |
| 13 mars 2018 19:45 |             | (0-0) | Joe Gormley 81e |              |  |

## Demi-finales
| Demi-finale 1      | Cliftonville FC                            | 4-1   | Loughgall FC | The Oval, Belfast |  |
| 31 mars 2018 15:00 | Joe Gormley 1re 24e · Rory Donnelly 6e 36e | (4-1) | 31e          |                   |  |

| Demi-finale 2      | Coleraine FC                                                | 3-1   | Larne FC         | Ballymena Showgrounds |  |
| 31 mars 2018 15:00 | Lyndon Kane 51e · Gareth McConachie 82e · Josh Carson 90+2e | (0-0) | David McDaid 80e |                       |  |

## Finale
| Finale           | Cliftonville FC | 1-3   | Coleraine FC | Windsor Park          |                       |
| 5 mai 2018 15:30 |                 | (1-1) |              | Arbitrage : A. Hunter | Arbitrage : A. Hunter |